# 許公高
許公高（1517年—？年），字德升，號東水，四川保寧府南部縣人，明朝政治人物。

## 生平
嘉靖十六年（1537年）舉丁酉科四川鄉試第三十九名，嘉靖二十九年（1550年）庚戌科第三甲第九十七名進士。官至雲南金腾兵备副使。

## 家族
曾祖許瓚，祖許正奇，父許重本，母龐氏；繼母劉氏；母任氏。重慶下。弟公亨；公大；公進；公清；公廉。